# シール・ハーン・ナセル

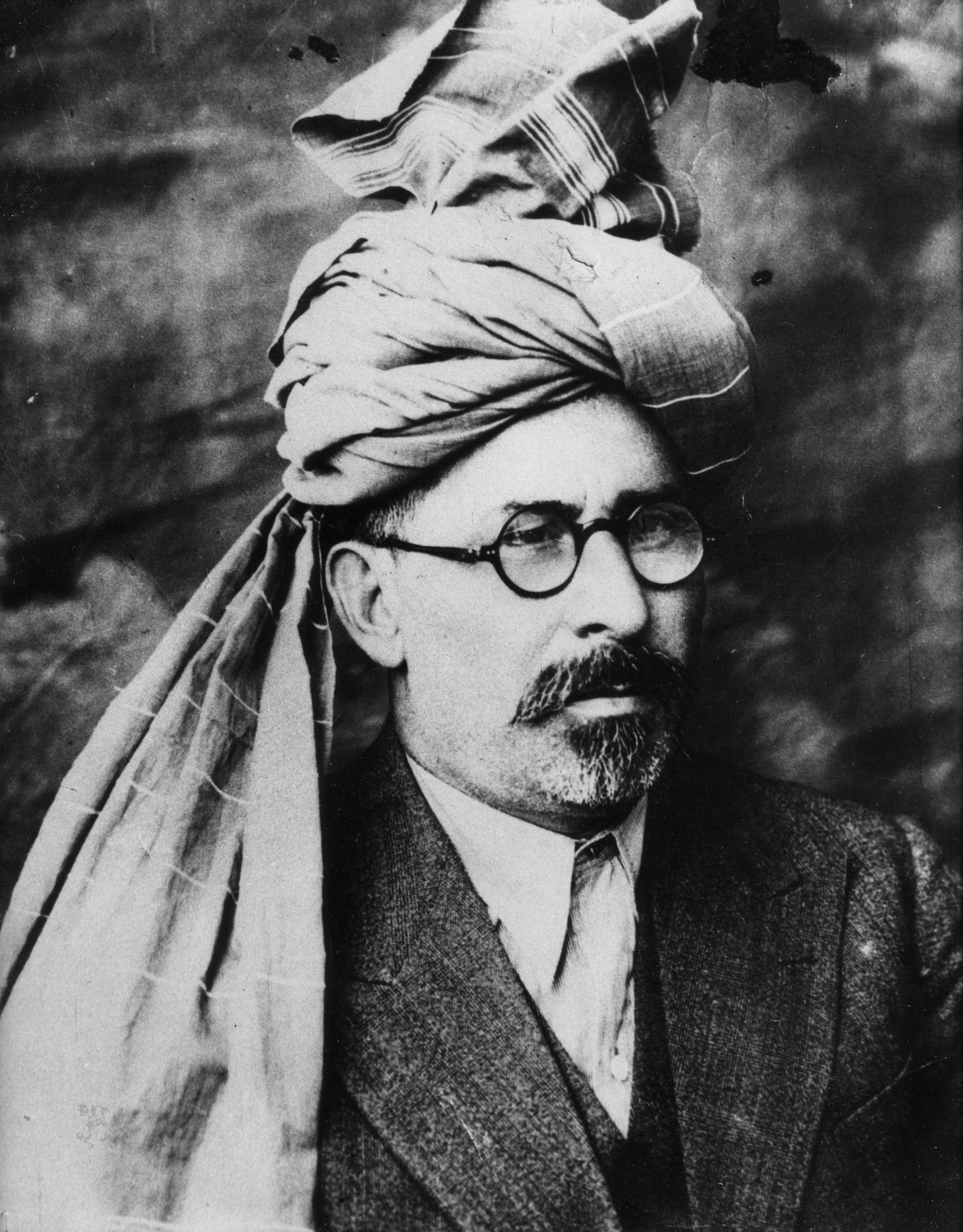
1910年にカリフォルニア州で撮影

シール・ハーン・ナセルとは、アフガニスタンの政治家・実業家である。ナセルはハローティー族の族長（大ハーン）の家系に生まれ、1930年にクンドゥーズ地方の知事を務めた。シール・モハマド・ナセルとも。

## 人生

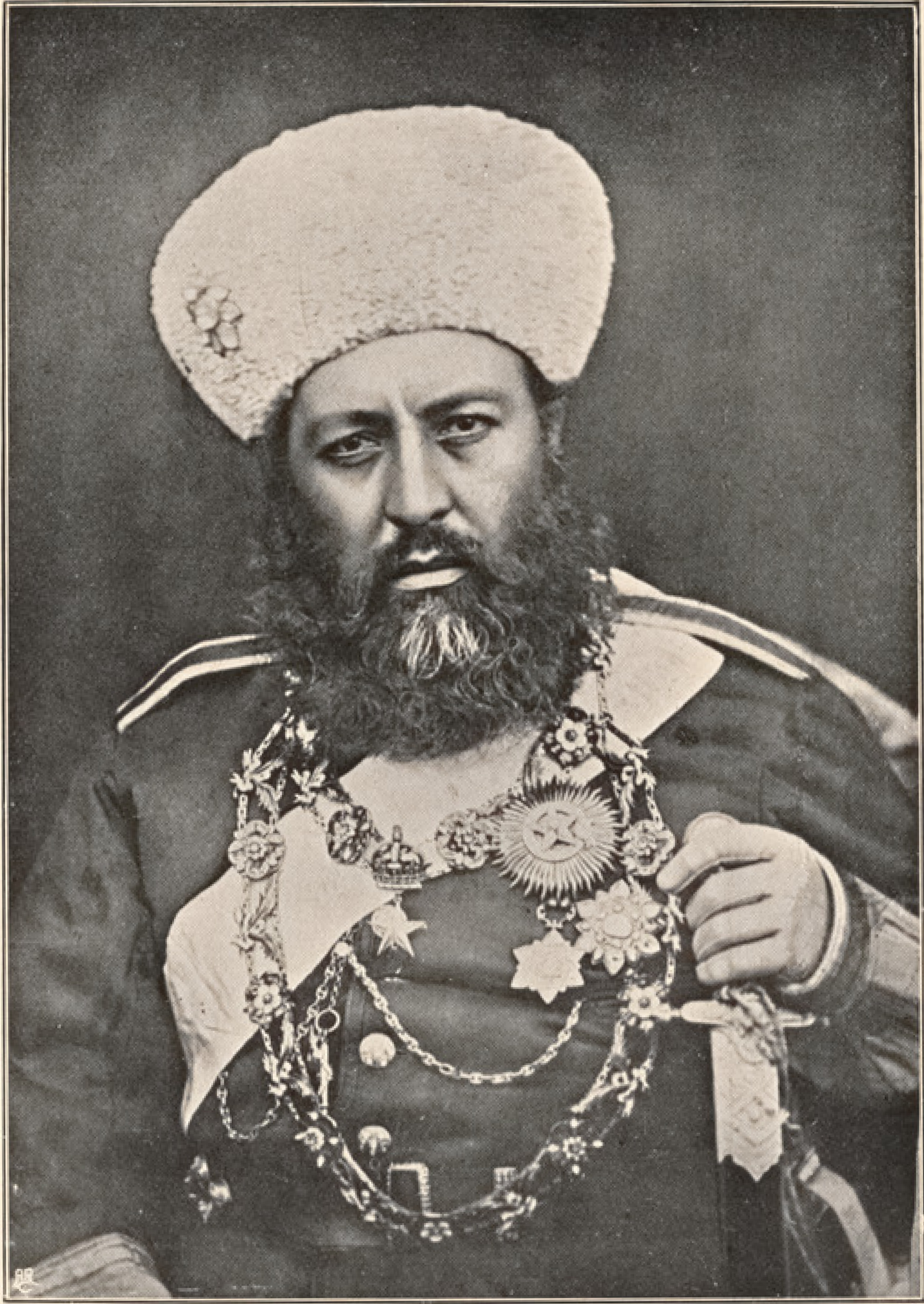
宿敵のアブドゥッラフマーン・ハーン国王

ナセルはアフガニスタン南部にあるガズニーのハローティー族（ギルザイ部族連合）の族長の息子として生まれた。しかし20世紀初頭にバーラクザイ朝（ドゥッラーニー部族連合）のアミール（国王）のアブドゥッラフマーン・ハーンは政敵を弱体化させるために、ナセルの家族をガズニーからアフガニスタン北部に追放した。ナセルはクンドゥーズを建設し郊外を開発する産業運動を立ち上げた。ナセルはまたスピンザー・コットン・カンパニーの創始者としても知られており、後にシルハン・バンダルと呼ばれることになるキゼル・カラ港（Qizel Qala）を開港した。さらに「シルハン陸上港学校」（Sher Khan Dry Port School）のように彼の名前を冠した学校がを幾つもあるが、バークラザイの王はガズニーのハーンに王位を奪われることを恐れてシールハーンを殺害したという噂が幾つもある。

## 遺産
ナセルの甥のゴラム・セルワール・ナセルは開発を続けて、スピンザーの工場労働者のために新しい住宅・学校・病院を建設し、クンドゥーズを経済的に繁栄した街に変えた。クンドゥーズはアフガニスタンで最も富裕な州の1つになり、スピンザー・コットン・カンパニーは約2万人を雇用する国内最大かつ最も成功した私企業に成長した。ナセルの名前を冠した学校からはグルブッディーン・ヘクマティヤールやファルハド・ダリア、 サドルディン・サハル博士 、スレーマン・カカルなどの有名人を輩出している。なお歌手のファルハド・ダリアはナセルの孫である。